# Belchior Beliago
Belchior Beliago (?- Amora, 16 de outubro de 1579) foi um humanista português, latinista, bispo do Porto e bispo de Fez.

## Biografia
Belchior Beliago era natural do Porto, pertencendo a uma família do patriciado urbano, os Beleàgoas ou Beleagos, ligados a mercancia e exercendo cargos da administração central no Porto. Foi ele que começou a usar o apelido na forma "Beliago".
Foi bolseiro do Rei em Paris, e lente de filosofia na Universidade de Coimbra.
Foi ainda Cónego da Sé de Lisboa, e depois seu bispo auxiliar e titular de Fez. Foi bispo do Porto.
Belchior Beliago foi adversário do humanista Diogo de Teive, e contra ele testemunhou no processo que lhe moveu a inquisição em 1550. Outro humanista, membro do mesmo grupo que Diogo de Teive em Coimbra, o escocês  George Buchanan também suspeito de heterodoxia religiosa por parte da Inquisição publicou alguns poemas contra Belchior Beliago, representante significativo do grupo académico que dominava em Portugal, país, onde se sentira maltratado.
Como latinista teve papel no conhecimento da obra de Cícero em Portugal. Por outro lado, a sua Oração de Sapiência « Astorum Cognitio » de 1548,  demonstra o interesse dos Humanistas pelo lado científico das descobertas marítimas dos Portugueses.
Em Dezembro de 1555 foi escolhido para fazer a oraçào funebre do Infante  D. Luís.
Existe em Sesimbra, na freguesia de Santiago (Rua Antero de Quental), a chamada Casa do Bispo, edificada em 1545 por D. Belchior Beliago que preserva a aparência quinhentista.